# Old Catton
Old Catton is een civil parish in het bestuurlijke gebied Broadland, in het Engelse graafschap Norfolk met 6108 inwoners.